# Пригородный (Бийский район)
Пригородный — посёлок в Бийском районе Алтайского края России.
Входит в состав Малоугренёвского сельсовета.

## История
Основан в 1970 году.

## География
Находится в восточной части края, в южных пределах Бийско-Чумышской возвышенности, в пригородной зоне города Бийск.
Климат
Умеренный континентальный. Самый холодный месяц: январь (до −54 °C), самый тёплый: июль (до +39 °C). Годовое количество осадков составляет 450—500 мм.
Уличная сеть
ул. Бийская, ул. Дружная, ул. Мира, ул. Молодежная, ул. Новая, ул. Октябрьская, ул. Пролетарская, ул. Садовая, ул. Северная, ул. Солтонская, ул. Тогульская, ул. Яминская.
Расстояние до районного центра: Бийск: 4 км.
Расстояние до краевого центра: Барнаул 156 км.
Ближайшие населённые пункты
Первомайское 2 км, Бийск 4 км, Студенческий 4 км, Боровой 4 км, Заря 5 км, Малоугренёво 6 км, Ягодный 7 км, Старая Чемровка 10 км, Восточный 10 км, Амурский 11 км, Лесное 11 км, Семеновод 12 км.

## Население
| 1997 | 1998 | 1999 | 2000 | 2001 | 2002 | 2003 | 2004 | 2005 |
| ---- | ---- | ---- | ---- | ---- | ---- | ---- | ---- | ---- |
| 363  | ↗487 | ↘486 | ↗519 | ↗528 | ↘495 | ↗530 | ↘527 | ↗567 |
| 2006 | 2007 | 2008 | 2009 | 2010 | 2011 | 2012 | 2013 |      |
| ↗570 | ↘538 | ↘493 | ↘400 | ↗522 | ↗525 | ↘514 | ↗541 |      |

## Инфраструктура
- Теремок, детский сад
- Начальная школа

## Транспорт
Проходит по границе посёлка Тогульский тракт.